# Pin-Balma
Pin-Balma (okzitanisch: Le Pin de Balmar) ist eine  französische Gemeinde mit 1.029 Einwohnern (Stand: 1. Januar 2022) im  Département Haute-Garonne in der Region Okzitanien. Sie gehört zum Arrondissement Toulouse und zum Kanton Toulouse-10 (bis 2015: Kanton Toulouse-8). Die Einwohner werden Pino-Balméens genannt.

## Geografie
Pin-Balma liegt etwa sieben Kilometer ostnordöstlich von Toulouse am Fluss Seillonne. Umgeben wird Pin-Balma von den Nachbargemeinden Montrabé im Norden, Mondouzil im Osten und Nordosten, Mons im Osten und Südosten, Flourens im Süden und Südosten sowie Balma im Westen.

## Bevölkerungsentwicklung
| 1962                      | 302 |
| 1968                      | 284 |
| 1975                      | 383 |
| 1982                      | 636 |
| 1990                      | 678 |
| 1999                      | 655 |
| 2006                      | 933 |
| 2012                      | 968 |
| 2015                      | 903 |
| Quelle: Cassini und INSEE |     |

## Sehenswürdigkeiten

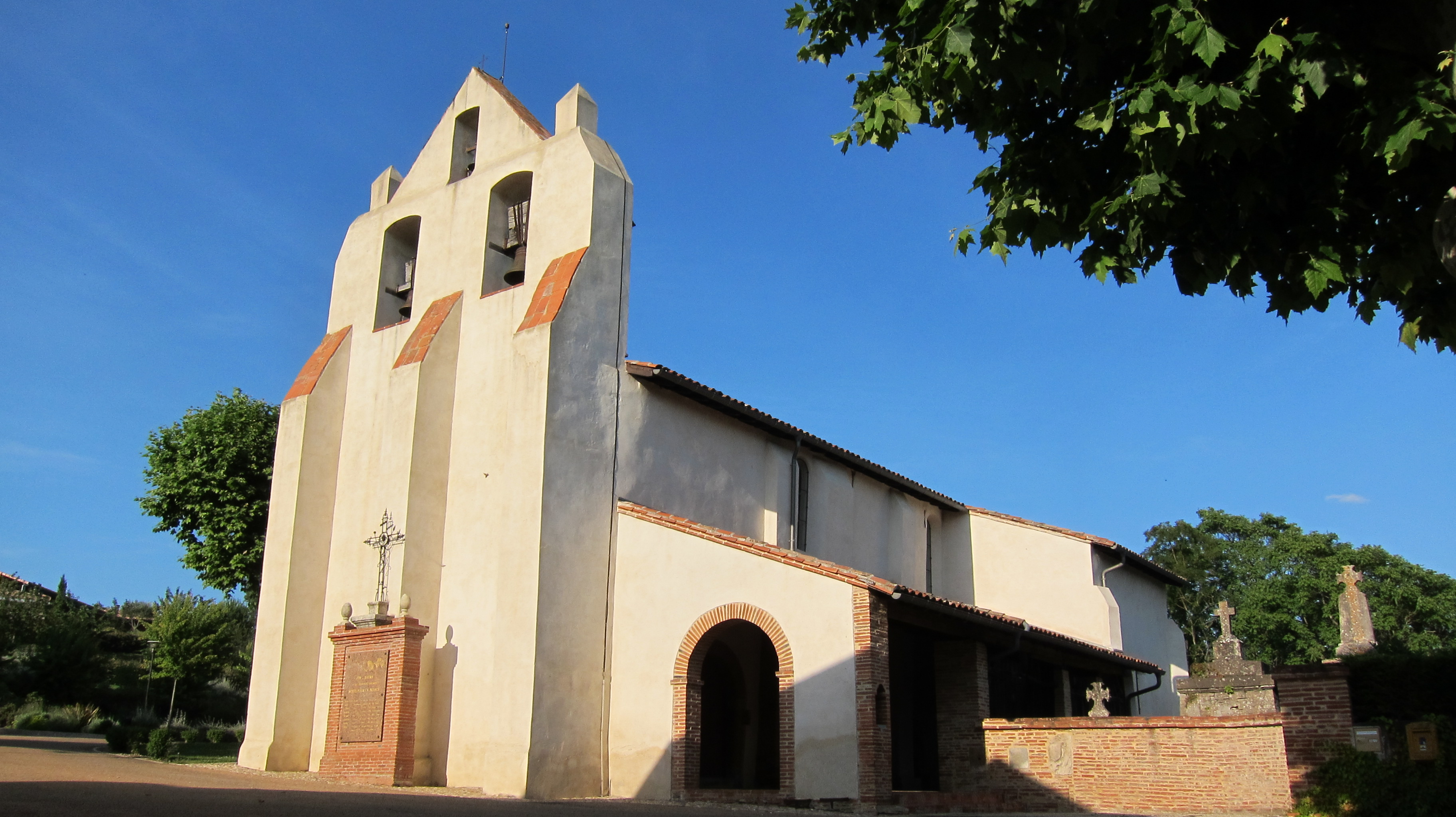
Kirche Saint-Pierre

- Kirche Saint-Pierre